# Rue Léon-Delagrange
La rue Léon-Delagrange est une voie du 15e arrondissement de Paris, en France.

## Situation et accès
La rue Léon-Delagrange est une voie publique située dans le 15e arrondissement de Paris. Elle débute au 37, boulevard Victor et se termine en impasse.

## Origine du nom
Elle est ainsi nommée en mémoire du sculpteur et pionnier de l'aviation Léon Delagrange (1872-1910), qui s'illustra sur le terrain voisin d'Issy-les-Moulineaux. Il y fut aussi l'instructeur de son amie Thérèse Peltier, première femme à avoir, en 1908, piloté seule un avion.

## Historique
La rue Léon-Delagrange est ouverte et prend sa dénomination actuelle en 1912.